# Radioafición
La radioafición es un servicio de radio comunicación reconocido por la Unión Internacional de Telecomunicaciones (UIT) que tiene por objeto: "La autoinstrucción, la intercomunicación y las investigaciones técnicas efectuados por aficionados, esto es, por personas debidamente autorizadas que se interesan en la radiotécnica, con carácter exclusivamente personal y sin fines de lucro". Esta definición aceptada universalmente por todas las naciones hace especial hincapié en la faz técnica y educativa de la actividad, la que se define oficial y formalmente como amateur, no como hobby. Se puede tener afición por la radio en sus diferentes formas o practicarla cuando es posible como un pasatiempo, sin detrimento o menoscabo del significado de este término, pero técnicamente la radioafición, como servicio de la UIT, requiere de conocimientos técnicos, reglamentarios y operativos específicos para poder montar una estación autorizada y contar con licencia para emitir señales en las bandas especialmente designadas para ese servicio.
Los radioaficionados utilizan diferentes tipos de equipos de radiocomunicaciones para intercomunicarse con otros radioaficionados, ofrecer un servicio a la comunidad, recreación y autoformarse en las disciplinas técnicas de la radio.
Los radioaficionados gozan (a menudo en todo el mundo) de comunicaciones inalámbricas personales entre sí, y son capaces de apoyar a sus comunidades con comunicaciones de emergencia en caso de desastres o catástrofes si es necesario, mientras aumentan su conocimiento personal de la teoría de la electrónica y de la radio. Se estima que unos seis millones de personas en todo el mundo participan regularmente de la radioafición.

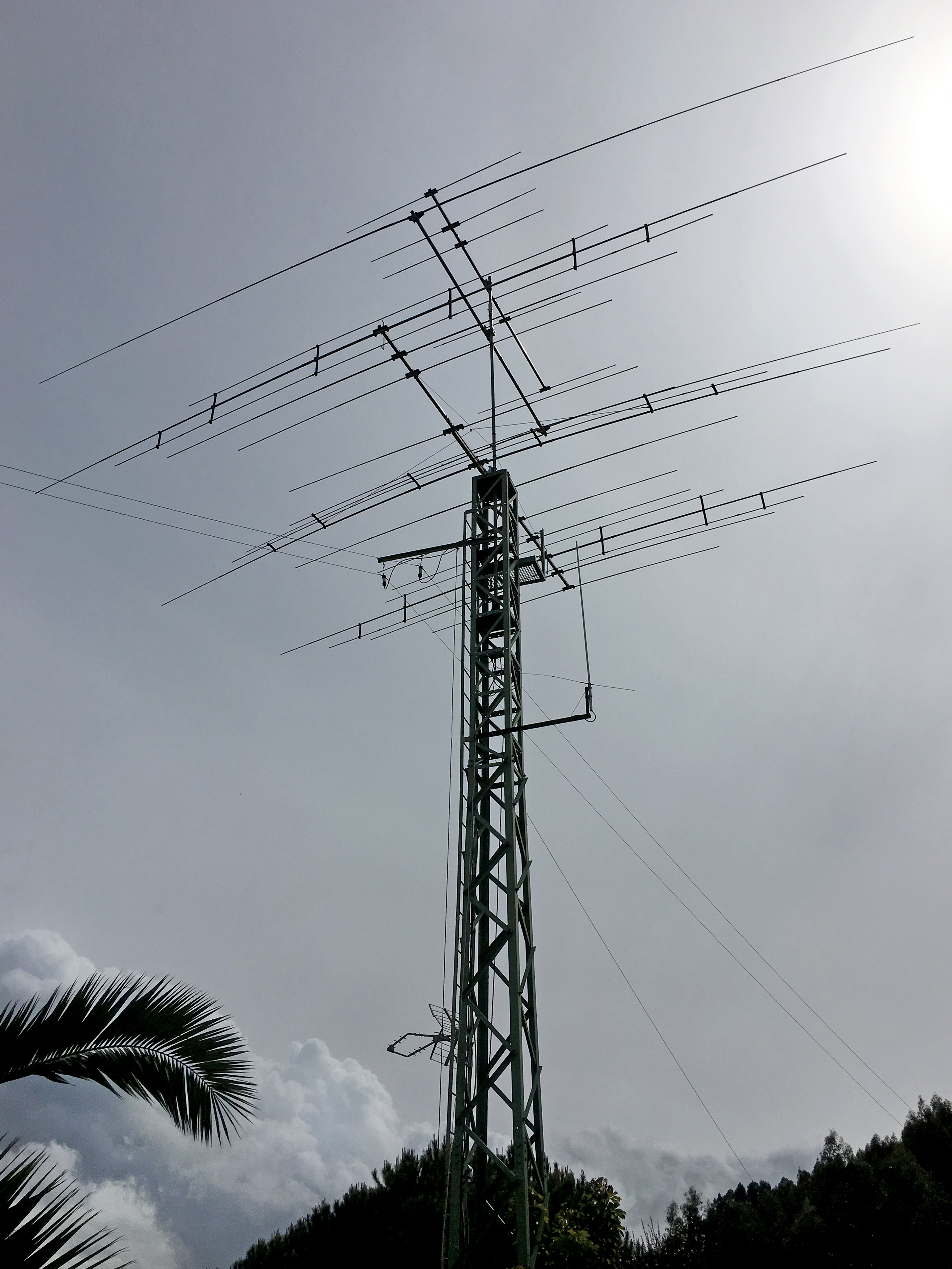
Antenas Torre con Antena direccional monobanda de cinco elementos para 6 metros, sobre direccional de dos elementos para 40 metros, sobre antena direccional de 11 elementos para bandas de 10, 12, 15, 17 y 20 metros, antenas dipolos para 80 metros y verticales UHF y VHF y banda de 6 metros, alrededores del Pico del Sol, San Martín de Güerces, Gijón, Asturias.

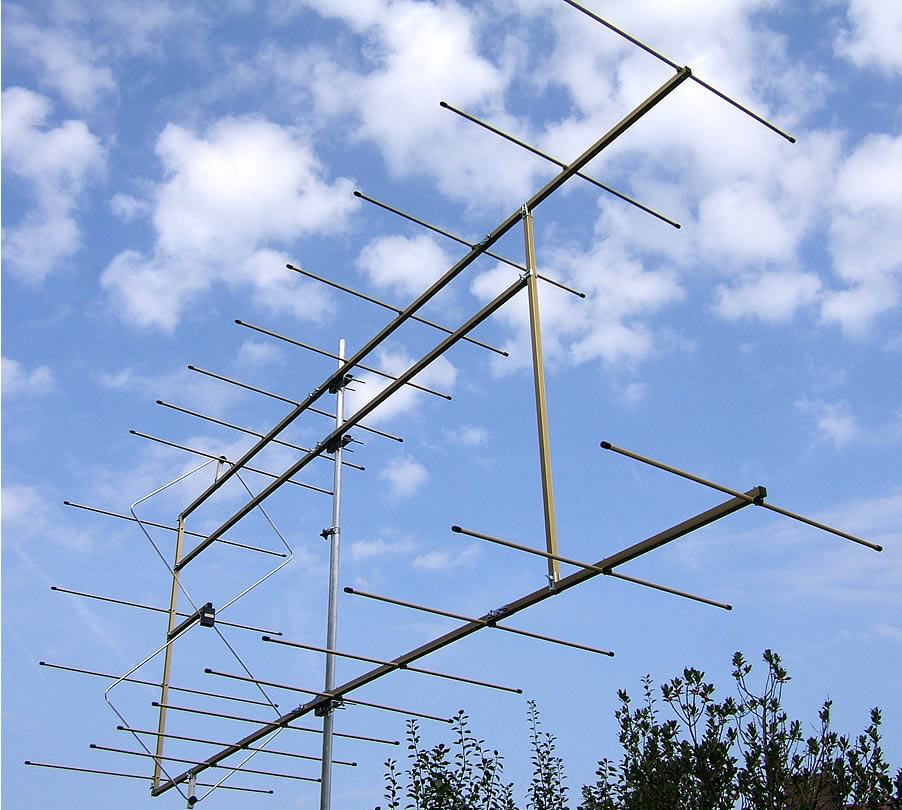
Quad Antena direccional de 21 elementos, 144 MHz (Radioaficionados 2m).

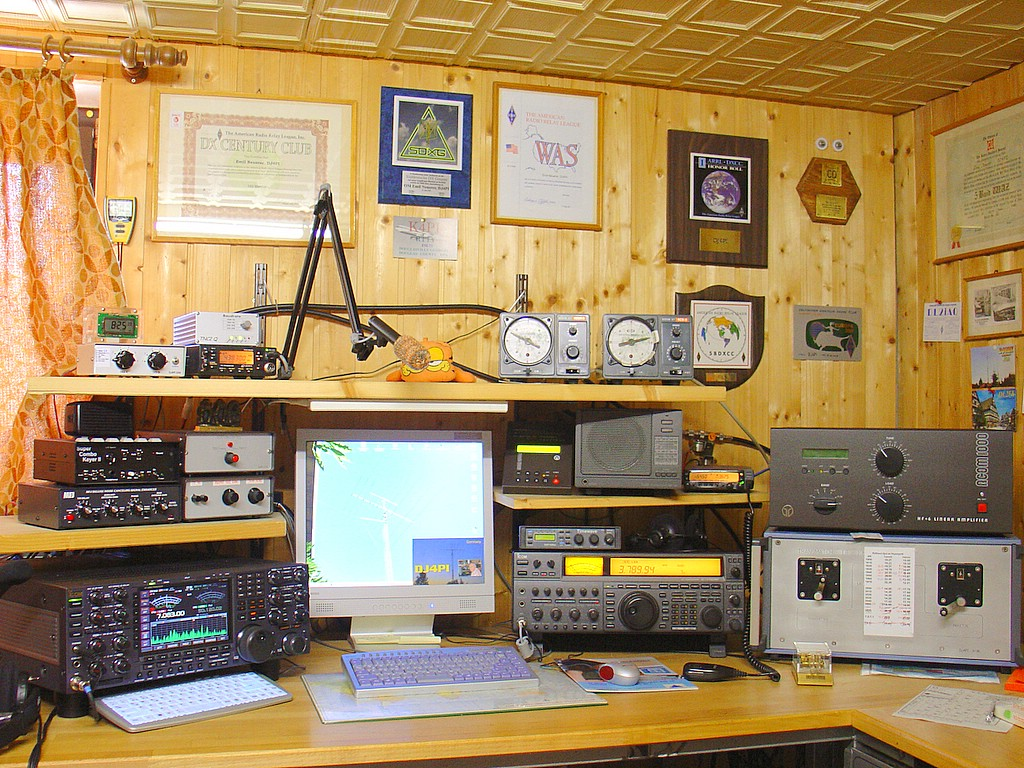
Una típica Estación de Operaciones de un radioaficionado.

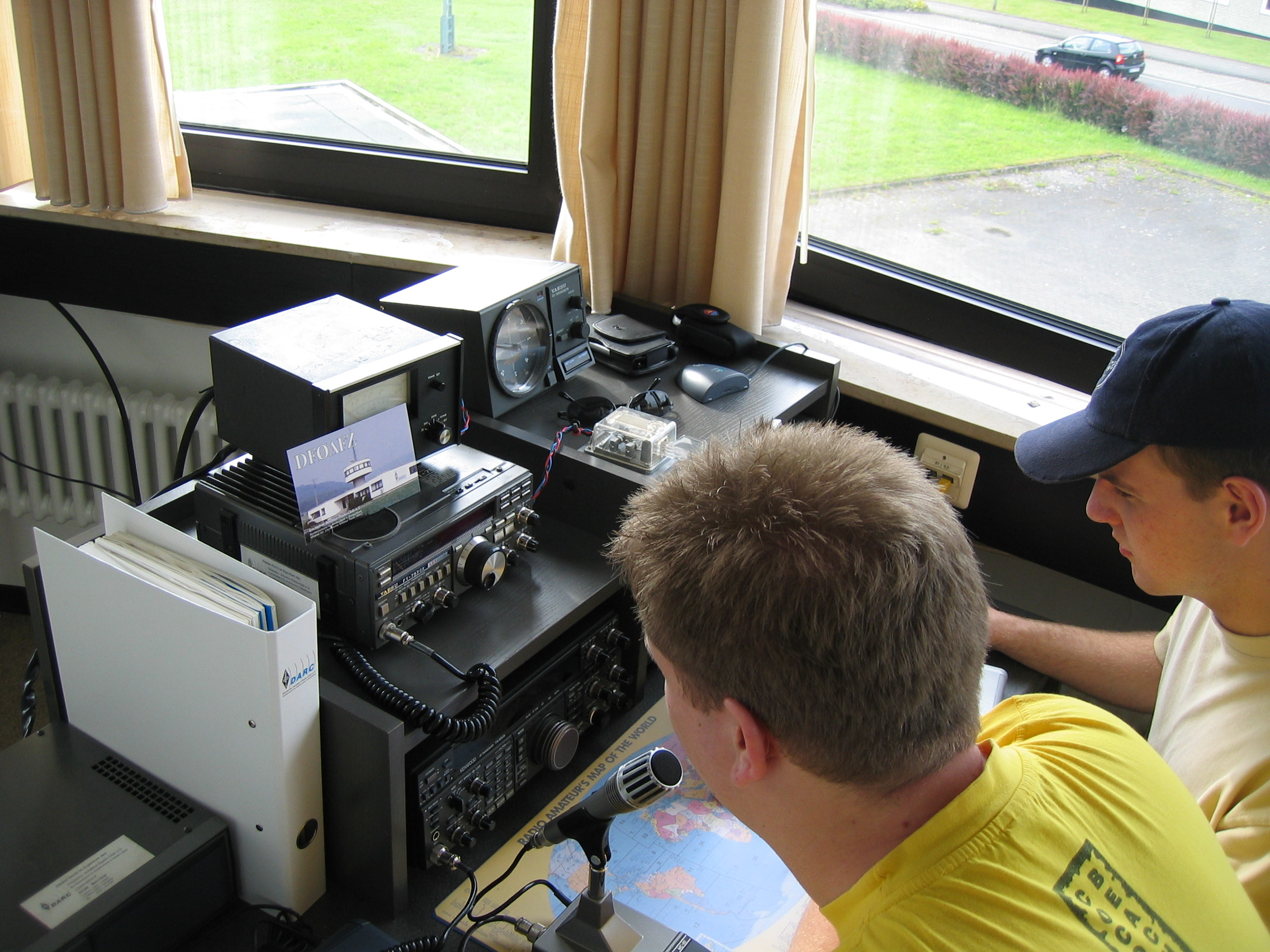
Dos radioaficionados.

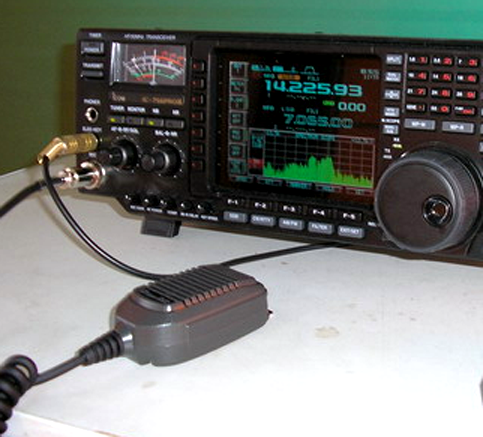
Un transceptor moderno de onda corta con analizador de espectro y capacidades DSP.

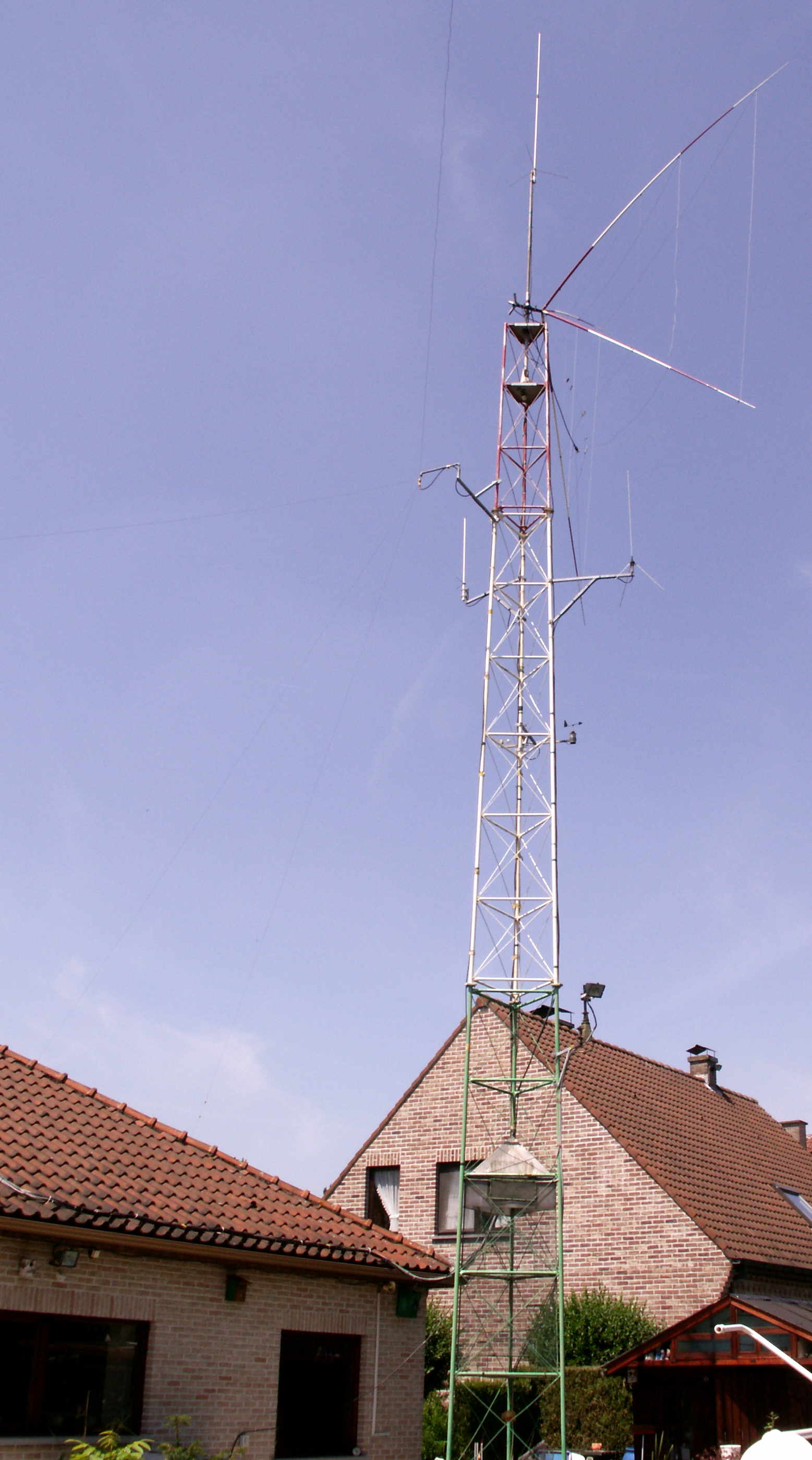
Una torre de antena de radioafición.

Los radioaficionados están limitados a un pequeño conjunto de bandas de frecuencia, las bandas de radioaficionados, asignadas en todo el espectro radioeléctrico, pero dentro de estas bandas pueden transmitir en cualquier frecuencia utilizando diversos modos de comunicación de voz, texto, imágenes y datos.  Esto permite la comunicación a través de una ciudad, región, país, continente, el mundo o incluso el espacio. En muchos países, los radioaficionados también pueden enviar, recibir o retransmitir comunicaciones de radio entre ordenadores o transceptores conectados a redes privadas virtuales seguras en Internet.
La radioafición está representada y coordinada oficialmente por la Unión Internacional de Radioaficionados (IARU), que está organizada en tres regiones y tiene como miembros a las sociedades nacionales de radioaficionados que existen en la mayoría de los países. Según una estimación realizada en 2011 por la American Radio Relay League, dos millones de personas en todo el mundo participan regularmente en la radioafición. Alrededor de 830 000 estaciones de radioaficionados se encuentran en la Región 2 de la IARU (las Américas), seguida de la Región 3 de la IARU (Asia Meridional y Oriental y el Océano Pacífico), con unas 750 000 estaciones. Un número significativamente menor, unas 400 000, se encuentran en la Región 1 de IARU (Europa, Oriente Medio, CEI, África).

## Historia
Aunque sus orígenes se remontan al menos a finales del siglo XIX, la radioafición no comenzó como se practica hoy en día hasta el siglo XX. La primera lista de estaciones de radioafición se encuentra en el First Annual Official Wireless Blue Book of the Wireless Association of America en 1909. Este primer Callbook de radio hace un listado de estaciones de telegrafía inalámbricas en Canadá y los Estados Unidos, incluyendo ochenta y nueve estaciones de radioafición. Al igual que con la radio en general, el nacimiento de la radioafición está fuertemente asociado con varios experimentadores aficionados. A lo largo de su historia, la radioafición ha hecho contribuciones significativas a la ciencia, la ingeniería, la industria y servicios sociales. La investigación realizada por operadores de radioafición ha fundado nuevas industrias, construido economías, empoderado naciones, y salvado vidas en momentos de emergencia. La Unión Internacional de Telecomunicaciones (UIT) reconoció oficialmente la radioafición como un servicio en la década de 1920, durante la Conferencia Radiotelegráfica Internacional de Washington en 1927. Este reconocimiento permitió a los radioaficionados acceder a espectros de frecuencia específicos para sus actividades técnicas y educativas. 

## Actividades y prácticas
Los radioaficionados usan varios modos de transmisión para comunicarse. Las transmisiones de voz son más comunes, con algunas, como frecuencia modulada (FM), ofreciendo audio de alta calidad, y otras, como modulación en banda lateral única (SSB), ofreciendo comunicaciones a larga distancia con poca potencia como resultado de restringir el ancho de banda y la calidad del audio.
La radiotelegrafía utilizando el código Morse (también conocido como "CW" de 'continuous wave u onda continua) data de los primeros días de la radio. Es la extensión inalámbrica de la telegrafía por hilos desarrollada por Samuel Morse y el método de comunicación a larga distancia en tiempo real predominante del siglo XIX. Aunque los modos y métodos basados en computadoras (digitales) sustituyeron en gran medida a la radiotelegrafía convencional/manual en aplicaciones comerciales y militares, muchos radioaficionados disfrutan usando este modo, particularmente en las bandas de onda corta y para el trabajo experimental como la comunicación Tierra-Luna-Tierra, con sus ventajas inherentes de relación señal/ruido. La radiotelegrafía, utilizando grupos de códigos acordados internacionalmente, facilita las comunicaciones entre aficionados que hablan diferentes idiomas. También es popular emplearla con transceptores de construcción casera pues los transmisores únicamente radiotelegráficos son más simples para construir. Otro modo tradicional e histórico popular entre los constructores caseros es la modulación de amplitud (AM) con portadora completa. También existen numerosos entusiastas de la radioafición de época que preservan/disfrutan de la tecnología de las tubo de vacío. La actividad del radioaficionado es en buena medida recreativa, en el sentido de "re-crear", es decir experimentar tecnologías con el fin de conocerlas y comprenderlas más allá de sus aplicaciones meramente utilitarias. Aunque el espíritu del aficionado es moderno e innovador, mantiene gran afecto y respeto por las técnicas del pasado.

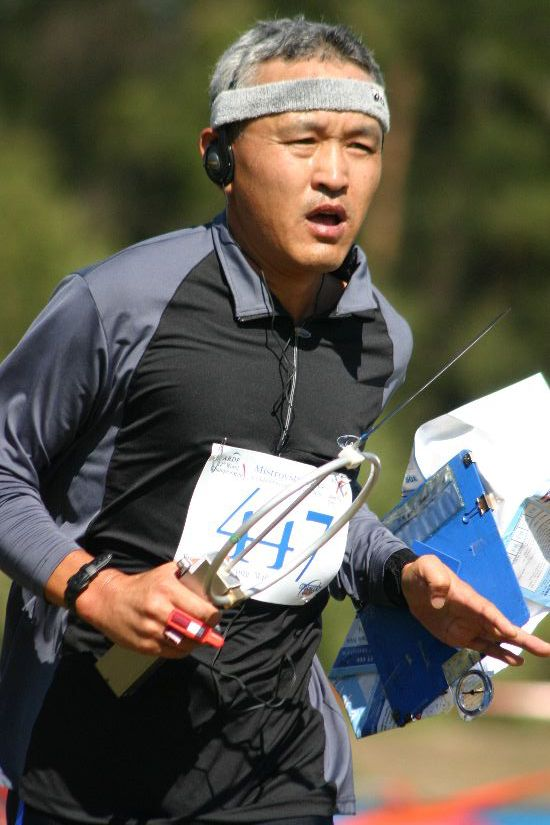
Un orientador por radio, banda de 80m.

Durante muchos años, demostrar habilidad con el código Morse fue un requisito para obtener licencias de aficionados para las bandas de alta frecuencia (frecuencias inferiores a 30 MHz), pero cambios posteriores en las reglamentaciones internacionales en 2003, dejó de ser un requisito obligatorio global para quedar supeditado a la resolución de las administraciones nacionales. Como ejemplo, el Federal Communications Commission retiró paulatinamente este requisito para todas las clases de licencias el 23 de febrero de 2007.
La Radio sobre IP, o RoIP, es similar a Voz sobre IP (VoIP), pero aumenta las comunicaciones de radio bidireccionales en lugar de las llamadas telefónicas. El EchoLink utilizando la tecnología VoIP ha permitido a los aficionados comunicarse a través de repetidores locales conectados a Internet y nodos de radio, mientras que IRLP ha permitido la vinculación de repetidores para proporcionar una mayor área de cobertura.
El Establecimiento automático de enlaces (Automatic link establishment o ALE) ha permitido que las redes continuas de radioaficionados operen en las bandas de alta frecuencia con cobertura global. Otros modos, como FSK441 que usa software como WSJT, se usan para modos de señal débil que incluyen comunicaciones de dispersión de meteoritos y rebote lunar.
La televisión amateur de escaneo rápido ha ganado popularidad a medida que los aficionados adaptan dispositivos electrónicos de video de consumo económicos como videocámaras y tarjetas de video en PC. Debido al amplio ancho de banda y las señales estables requeridas, la televisión de aficionados generalmente se encuentra en el rango de longitud de onda de 70 cm (420–450 MHz), aunque también hay un uso limitado en 33 cm (902–928 MHz), 23 cm (1240–1300 MHz) y más cortos. Estos requisitos también limitan efectivamente el alcance de la señal a entre 30 a 100 km.
La radiogoniometría como actividad (ARDF = Amateur Radio Direction Finding) es una práctica deportiva consistente en localizar radio transmisores ocultos utilizando receptores de radio, cartas geográficas (o mapas), antenas directivas o dispositivos más elaborados, mediante búsqueda directa, triangulación o ambas cosas a la vez.

## DX: Comunicados a larga distancia
Los comunicados a larga a distancia entre estaciones de radioaficionados se llaman "de DX" que significa "distancia desconocida (X)". 
A menudo se realizan expediciones a lugares que por poca o nula participación de radioaficionados locales, difícil acceso o falta de desarrollo de la actividad en esa región no pueden contactarse normalmente.
Realizar y confirmar el contacto con estas expediciones motiva a quienes promueven esta iniciativa como a los radioaficionado que está desde su propia estación. Las expediciones suelen tener un espíritu altruista frecuentemente cuando se trata de lugares desfavorecidos económicamente suelen cederse equipos para el desarrollo de la actividad en los lugares visitados.

## Conducta de un Radioaficionado DX-ista
- Escuchar antes de realizar una llamada.
- Llamar a una estación si se la escucha claramente.
- Asegurarse del distintivo de la estación a la que se la quiere llamar.
- No producir molestias ni interferencias cuando hablen otras estaciones, ni ajustar el equipo en la frecuencia de trabajo de la estación o estaciones de DX.
- Esperar a que la estación DX termine su contacto para poderla llamar.
- Identificar el distintivo propio y características al realizar la llamada.
- Realizar la llamada y volver a escuchar en un intervalo prudencial.
- No llamar a la estación DX cuando conversa con otra estación distinta, inclusive cuando sea a otra área geográfica distinta.
- Si la estación DX me da paso, no repetir el distintivo, salvo que tenga errores.
- Ser agradecido y respetuoso con todos los colegas radioaficionados, tanto se realice el contacto como no se llegue a realizar.[16]

## Modos de operación tradicionales
Radiotelegrafía (CW), modulación de amplitud (AM), banda lateral única (SSB), modulación de frecuencia (FM) de banda angosta, radio teletipo (RTTY), facsímil. Pero a pesar de los modos tradicionales hemos experimentado en los últimos 10 años y algo más, la tendencia a otros modos Digitales como el PSK31, JT65 y por último del modo favorito de muchos radioaficionados a nivel mundial del FT8 con su variante a FT4, que ha contribuido a que se mantenga la actividad de los radioaficionados dado a las condiciones de la actividad solar que ha disminuido en sus manchas solares.
Dentro de la modalidad de transmisión, generalmente en CW o SSB, existe la modalidad de QRP, donde la transmisión no debe superar los 5 vatios de potencia, 10 vatios SSB y QRPp cuyas potencias (CW) no deben de exceder de un vatio, estos modos de transmisión intentan alcanzar las máximas distancias con el mínimo de potencia, todo un desafío.

## Modos de operación digitales u asistidos por ordenador
DMR,
D-Star,
C4FM,
FAX,
SSTV,
PACTOR,
ROS,
radioteletipo (RTTY),
packet radio ya sea usando AX-25 (una variante del X-25) u otros protocolos (sobre ellos se puede montar pilas de protocolos como la TCP/IP de Internet dando lugar a, por ejemplo la red AMPRNet).
PSK31 que facilita las comunicaciones de baja potencia en tiempo real, sobre las bandas de onda corta.
Echolink que utiliza tecnología Voz sobre IP (VoIP) ha permitido a los aficionados comunicarse a través de repetidores locales conectados a Internet y nodos de radio.,
IRLP ha permitido la vinculación de los repetidores para proporcionar mayor área de cobertura.

## Tarjeta QSL: La confirmación vía postal del contacto realizado
Los comunicaciones entre radioaficionados suelen confirmarse mediante tarjetas postales llamadas "QSL". En ellas se reflejan por escrito los detalles que sirven para confirmar el contacto realizado con la otra estación; el indicativo de llamada, posición geográfica, frecuencia y modo de transmisión, fecha y hora usualmente en tiempo universal coordinado, sirven como constancia del contacto.
Muchos radioaficionados muestran con orgullo su colección de QSL, las cuales confirman su pericia y trabajo en esta afición. No solo prima la cantidad, sino que hay un verdadero fervor en la búsqueda de realizar contactos "difíciles" que son recompensados con la llegada de la tarjeta QSL confirmando ese contacto tan ansiado.
Desde hace un tiempo, y gracias a internet, hay cierta tendencia a usar para la confirmación del contacto una versión digital de dicha tarjeta. Los interlocutores anotarían en este caso los datos del contacto en bases de datos digitales, las cuales al ser cruzadas telemáticamente pueden validar el dato. Posteriormente los radioaficionados pueden imprimir la resultante en una confirmación en papel evitando así el uso del correo postal.
Esta modalidad es muy práctica a la hora de acreditar los contactos realizados ante el jurado de los concursos entre radioaficionados, pues evitan errores y fraudes a la hora de corregir listas. Hay que subrayar que no todos los aficionados buscan la tarjeta QSL, y el mero hecho de realizar el contacto es suficiente garantía.
También hay personas que opinan que la tarjeta postal es un gasto innecesario, debido a la suficiente fiabilidad de los sistemas digitales, argumentando incluso ser "más ecológico"; otra parte, sin embargo, considera la tarjeta QSL postal como la guinda ineludible del contacto muchas veces trabajosamente buscado.